# Kyren
Kyren (in russo Кырен?, in buriato Хэрэн) è un villaggio della Russia asiatica, in Siberia Orientale. È situato nella Repubblica autonoma della Burazia e appartiene al rajon Tunkinskij del quale è il centro amministrativo.
È situato al centro della regione, sul versante meridionale della depressione di Tunka, lungo le sponde del fiume Kyren, vicino alla sua confluenza nell'Irkut.